# Devedeset pet teza
Devedeset pet teza ili Rasprava o moći i djelotvornosti indulgencija popis je prijedloga za akademsku raspravu koji je 1517. godine sastavio Martin Luther, profesor moralne teologije na Sveučilištu u Wittenbergu u Njemačkoj. U Tezama Luther iznosi svoje stavove protiv onoga što je on vidio kao zlouporabu prakse svećenstva da prodaje apsolutne indulgencije, odnosno pisane potvrde za koje se vjerovalo da će vremenski umanjiti kaznu u čistilištu za grijehe koje su počinili kupci indulgencija ili njihovi bližnji. U Tezama je Luther tvrdio da pokajanje koje je Krist tražio da bi se grijesi oprostili uključuje unutarnje duhovno pokajanje, a ne samo vanjsko sakramentalno priznanje. Tvrdio je da indulgencije navode kršćane na to da izbjegavaju istinsko pokajanje i tugu zbog grijeha, vjerujući da se mogu iskupiti od grijeha kupnjom oprosta. Te su indulgencije, prema Lutheru, obeshrabrivale kršćane da daruju siromašnima i vrše druga milosrdna djela, jer su vjerovali da su potvrde o oprostu duhovno vrijednije. Iako je Luther tvrdio da su njegovi stavovi o oproštajima u skladu sa stavovima pape, Teze osporavaju papinsku bulu iz 14. stoljeća u kojoj se navodi da bi papa mogao upotrijebiti riznicu Božje milosti i dobra djela prošlih svetaca kako bi dao vremenski oprost od kazne za grijehe. Teze su dane u obliku prijedloga o kojima se treba raspravljati, a ne kako popis Lutherovih definitivnih stavova, ali Luther je kasnije pojasnio svoja stajališta u Objašnjenjima rasprave oko vrijednosti indulgencija.
Luther je Teze poslao u prilogu pisma Albertu iz Brandenburga, nadbiskupu Mainza, 31. listopada 1517. godine: taj se datum danas smatra početkom reformacije i obilježava se svake godine kao Dan reformacije. Luther je također možda postavio Devedeset pet teza na vrata Crkve Svih Svetih i drugih crkava u Wittenbergu, u skladu sa sveučilišnim običajima, 31. listopada ili sredinom studenoga. Teze su ubrzo bile pretiskane, prevedene i distribuirane po cijeloj Njemačkoj i Europi. Pokrenule su rat pamfletima s propovjednikom oprosta, Johannom Tetzelom, što je još više proširilo Lutherovu slavu. Lutherovi crkveni predstojnici izveli su ga na sud zbog hereze, što je kulminiralo njegovim izopćenjem iz Katoličke crkve 1521. godine. Iako su Teze označile početak reformacije, Luther nije smatrao da su indulgencije toliko važne kao neka druga teološka pitanja koja će naposljetku podijeliti crkvu, kao što su justifikacija putem vjere i ropstvo volje. Luther će se tek kasnije pozabaviti ovim pitanjima, a pisanje Teza samo po sebi nije smatrao točkom u kojoj se njegova uvjerenja razlikuju od vjerovanja rimokatoličke crkve.

## Pitanje indulgencija
Martin Luther, profesor moralne teologije na Sveučilištu u Wittenbergu i gradski propovjednik, napisao je Devedeset pet teza protiv suvremene prakse crkve izdavanja indulgencija. U Rimokatoličkoj crkvi, praktički jedinoj kršćanskoj crkvi u zapadnoj Europi u to vrijeme, indulgencije su bile dio ekonomije spasenja. U ovom sustavu, kad kršćani griješe i ispovijede grijeh, taj im se grijeh oprašta i stoga neće podnositi vječnu kaznu u paklu, premda im još uvijek prijeti kazna na ovom svijetu. Ova bi se kazna mogla zadovoljiti tako što će pokajnik učiniti neka milosrdna djela. Ako se ta vremenski ograničena kazna ne odsluži za života, mora se, prema katoličkom vjerovanju, odslužiti na mjestu koje se nalazi između Neba i Pakla i zove se Čistilište. Putem indulgencije (koja se može razumjeti u smislu "dobrote"), ova vremenski ograničena kazna može se umanjiti. Zloupotrebljavajući ovaj sustav oproštaja, svećenstvo je stjecalo materijalnu korist od prodaje indulgencija, a papa je dao službeno odobrenje za tu praksu u zamjenu za naknadu.
Papa ima ovlast davanja apsolutnog oprosta, koji pruža potpuno razrješenje od svih preostalih zemaljskih kazni koje bi se zbog grijeha morale odslužiti, a te indulgencije kupovale su se u ime ljudi za koje se vjerovalo da se nalaze u čistilištu. To je dovelo do popularne izreke: "Čim zazvoni novčić u blagajni, izvire duša iz čistilišta". Teolozi sa Sveučilišta u Parizu žestoko su kritizirali ovu izreku krajem 15. stoljeća. Raniji kritičari indulgencija bili su John Wycliffe, koji je negirao da papa ima jurisdikciju nad Čistilištem. Jan Hus i njegovi sljedbenici zalagali su se za stroži sustav pokore, u kojem oprosti nisu bili dostupni. Johannes von Wesel također je napao indulgencije krajem 15. stoljeća. Vlasti su imale interesa kontrolirati oproste, jer je lokalno gospodarstvo znalo patiti kad bi novac kojim su se kupovale indulgencije odlazio iz određene oblasti. Vladari su često nastojali dobiti dio prihoda ili su u potpunosti zabranjivali indulgencije, kao što je to učinio vojvoda Georg u Lutherovoj Saskoj.
Godine 1515. papa Lav X. izdao je apsolutnu indulgenciju od čijeg je prihoda trebalo financirati izgradnju bazilike svetog Petra u Rimu. Ta bi se indulgencija primjenjivala na gotovo svaki grijeh, uključujući preljub i krađu. Svo ostalo propovijedanje oprosta trebalo je prestati tijekom osam godina nakon davanja indulgencije. Propovjednici oprosta dobili su stroge upute o tome kako se indulgencija treba propovijedati, a te su upute mnogo više hvalile oprost nego ranije upute o oprostu. Johann Tetzel dobio je nalog da propovijeda i nudi tu indulgenciju 1517. godine, a njegova kampanja u gradovima u blizini Wittenberga privukla je brojne stanovnike tog grada da putuju u te gradove i kupuju oprost, pošto je prodaja indulgencija bila zabranjena u samom Wittenbergu i drugim saskim gradovima.
Luther je također imao prilično negativno iskustvo s indulgencijama povezanima s Crkvom svih svetih u Wittenbergu. Odajući počast velikoj zbirci relikvija koja se u toj crkvi čuvala čovjek je mogao dobiti oprost. Luther je već 1514. godine propovijedao protiv zlouporabe indulgencija i načina na koji su oni pojeftinili milost ne zahtijevajući pritom istinsko pokajanje. Luther se posebno zabrinuo 1517. godine, kada su njegovi župljani, vraćajući se s kupovine Tetzelovih indulgencija, tvrdili da se više ne treba kajati i mijenjati svoj život kako bi im se oprostio grijeh. Čuvši što je Tetzel rekao o oprostima u svojim propovijedima, Luther je počeo pažljivije proučavati to pitanje i kontaktirao je stručnjake na tu temu. Propovijedao je o oprostima nekoliko puta 1517. godine, objašnjavajući da je istinsko pokajanje bolje od kupovine oprosta. Podučavao je da primanje oprosta pretpostavlja da je pokornik priznao grijeh i pokajao se za njega, inače je oprost bio bezvrijedan. Također, istinski pokajani grješnici ne bi ni tražili indulgenciju, budući da oni vole Božju pravednost i priželjkuju unutarnju kaznu za svoj grijeh. Čini se da su ove propovijedi prestale od travnja do listopada 1517. godine, vjerojatno dok je Luther pisao Devedeset i pet teza. Napisao je Raspravu o oprostima, vjerojatno početkom jeseni 1517. godine i u tom spisu počinje oprezno ispitivati temu oprosta. O toj je temi putem pisma kontaktirao crkvene vođe, uključujući i svog pretpostavljenog Hieronymusa Schulza, biskupa Brandenburga, negdje oko 31. listopada, kada je Teze poslao nadbiskupu Albertu od Brandenburga.

## Sadržaj
Znamenita prva teza kaže: "Kada je naš Gospodin i Učitelj Isus Krist rekao: 'Pokajte se', htio je da čitav život vjernika bude život pokajanja." U prvih nekoliko teza Luther razvija ideju pokajanja kao kršćansku unutarnju borbu s grijehom, a ne kao vanjski sustav sakramentalne ispovijedi. Teze 5 – 7 tvrde da papa može ljude osloboditi samo kazni koje je sam izrekao ili putem crkvenog sustava pokore, a ne može ih osloboditi krivnje za grijeh. Papa može samo najaviti Božji oprost krivnje za grijeh u njegovo ime. U tezama 14 – 29 Luther raspravlja o tada uvriježenim idejama vezanim za čistilište. U tezama 14 – 16 raspravlja se o ideji da se kazna čistilišta može usporediti sa strahom i očajem umirućeg čovjeka. U tezama 17 – 24 tvrdi da se ništa ne može definitivno reći o duhovnom stanju ljudi u čistilištu. U 25. i 26. tezi poriče da papa ima bilo kakvu moć nad ljudima u čistilištu. U tezama 27 – 29 napada ideju da, čim se izvrši plaćanje, platiteljeva voljena osoba biva puštena iz čistilišta. Smatra to ohrabrivanjem grešne pohlepe i kaže da je nemoguće biti siguran jer samo Bog ima krajnju moć da oprašta kazne u čistilištu.
Teze 30 – 34 bave se lažnom sigurnošću za koju je Luther vjerovao da propovjednici oproštaja nude kršćanima. Budući da nitko ne zna je li se osoba uistinu pokajala, pismo kojim se uvjerava da će joj netko oprostiti predstavlja opasnost. U 35. i 36. tezi napada ideju da indulgencija čini pokajanje nepotrebnim. To dovodi do zaključka da se osoba koja se istinski pokajala, koja jedina može imati koristi od oprosta, već dobila jedinu korist koju indulgencija pruža. Prema Lutheru, kršćanima koji su se istinski pokajali već je oproštena kazna kao i krivnja za grijeh. U 37. tezi navodi da indulgencije nisu potrebne da bi kršćani mogli dobiti sve blagodati koje im pruža Krist. Teze 39. i 40. tvrde da indulgencije otežavaju istinsko pokajanje. Istinsko pokajanje podrazumijeva želju za Božjom kaznom za grijeh, ali indulgencije uče čovjeka da izbjegava kaznu, jer je to svrha kupnje oprosta.
U tezama 41 – 47 Luther kritizira indulgencije na temelju toga što one obeshrabruju one koji ih kupuje da čine djela milosrđa. U ovim tezama počinje koristiti rečenicu: "Kršćane treba učiti..." želeći pokazati kako, prema njegovom mišljenju, ljude treba uputiti u vrijednost oprosta. Trebalo bi ih naučiti da je davanje siromasima neusporedivo važnije od kupnje indulgencija, da kupnja indulgencije umjesto davanja siromasima priziva Božji gnjev i da činjenje dobrih djela čini čovjeka boljim, dok kupnja indulgencija to ne čini. U tezama 48 – 52 Luther staje na stranu pape, rekavši da bi papa, kad bi znao što se propovijeda u njegovo ime, radije spalio Baziliku Svetog Petra nego je "gradio kožom, mesom i kostima svog stada". Teze 53 –55 žale se na ograničenja u propovijedanju dok se nudi oprost.
U tezama 56 – 66 Luther kritizira doktrinu o riznici zasluga, na kojoj se temelji doktrina oprosta. Navodi da svakodnevni obični kršćani ne razumiju ovu doktrinu i da su zavedeni. Za Luthera je pravo blago Crkve evanđelje Isusa Krista. Ovo se blago obično mrzi jer čini "prvog posljednjim", po riječima Mateja 19:30 i 20:16. Luther koristi metaforu i igru riječi kako bi opisao blago evanđelja kao mrežu za hvatanje bogatih ljudi, dok je blago oproštaja mreža za ulov ljudskog bogatstva ljudi.
U tezama 67 – 80 Luther dalje raspravlja o problemima načina na koji se propovijeda oprost, kao što je to ranije učinio u pismu nadbiskupu Albertu. Propovjednici promiču oproštaj kao najveću milost dostupnu u crkvi, ali zapravo samo promiču pohlepu. Ističe da je biskupima zapovjeđeno da poštuju propovjednike oproštaja koji uđu u njihovu jurisdikciju, ali biskupi su također zaduženi da štite svoj narod od propovjednika koji propovijedaju suprotno Papinoj namjeri. Zatim napada vjerovanje koje su navodno propagirali propovjednici da bi se indulgencijom moglo oprostiti onome tko je obeščastio Djevicu Mariju. Luther navodi da indulgencije ne mogu ukloniti krivnju ni za najlakše grijehe. Neke druge navodne izjave propovjednika oproštaja označava kao bogohuljenje: izjavu da ni sveti Petar nije mogao udijeliti veći oprost od onoga koji se sada nudi, te izjavu da je križ oprosta s papinskim grbom jednako vrijedan kao i Kristov križ.
Teze 81 - 91 navode nekoliko kritika koje laici upućuju protiv indulgencija. Luther predstavlja te kritike kao teške prigovore koje iznose pripadnici njegove crkve, a ne kao vlastite kritike. Kako bi on trebao odgovoriti onima koji pitaju zašto papa jednostavno ne isprazni cijelo čistilište, ako je to u njegovoj moći? Što bi trebao reći onima koji pitaju zašto se i dalje drže mise za mrtve, namijenjene onima u čistilištu, ako su oni otkupljeni indulgencijom? Luther je tvrdio da se nekima čini neobično da pobožne ljude u čistilištu mogu otkupiti živi nečisti ljudi. Luther također spominje pitanje zašto papa, koji je vrlo bogat, zahtijeva novac od siromašnih vjernika za izgradnju Bazilike svetog Petra. Luther tvrdi da se zanemarivanjem ovih pitanja riskira da ljudi dobiju osjećaj da imaju dopuštenje ismijavati papu. Apelira na papin financijski interes tako što kaže da, ako bi propovjednici ograničili svoje propovijedanje u skladu s Lutherovim stajalištima o oprostima (za koja je tvrdio da su ujedno i papin stav), ti prigovori prestaju biti relevantni. Luther završava Teze poticanjem kršćane da oponašaju Krista čak i ako to donosi bol i patnju. Izdržavanje kazne i uspon na Nebo poželjniji su od lažne sigurnosti.

## Lutherova namjera
Teze su napisane kao prijedlozi oko kojih bi trebalo voditi argumentiranu raspravu u okviru jedne formalne akademske disputacije, premda nema dokaza da je do takvog događaja ikada došlo. U naslovu Teza Luther je pozvao zainteresirane znanstvenike iz drugih gradova da sudjeluju u raspravi. Održavanje takve rasprave bila je privilegija koju je Luther imao kao doktor i to nije bio neobičan oblik akademskog ispitivanja nekog problema. Luther je pripremio dvadeset skupina teza za raspravu u Wittenbergu između 1516. i 1521. godine. Andreas Karlstadt napisao je niz takvih teza u travnju 1517. godine, koje su u teološkom smislu bile radikalnije od Lutherovih. Postavio ih je na vrata Crkve Svih svetih, kao što je Luther navodno učinio sa svojih Devedeset pet teza. Karlstadt je svoje teze objavio u vrijeme dok su relikvije crkve bile izložene, što se možda smatralo provokativnom gestom. Slično tome, Luther je objavio Devedeset pet teza uoči Dana Svih svetih, najvažnijeg dana u godini za pokazivanje relikvija u Crkvi Svih Svetih.
Lutherove teze imale su svrhu započeti raspravu među akademicima, a ne pučku revoluciju, ali postoje naznake da je svoj postupak vidio kao proročanski i značajan. Otprilike u to vrijeme počeo je koristiti ime "Luther", a ponekad i "Eleutherius", grčki "slobodan", umjesto "Luder". Čini se da se to odnosilo na njegovu slobodu od skolastičke teologije, protiv koje je raspravljao ranije te godine. Luther je kasnije tvrdio da nije želio da se teze široko distribuiraju. Elizabeth Eisenstein tvrdi da je njegovo iznenađenje uspjehom Teza možda uključivalo samoobmanu, a Hans Hillerbrand tvrdi da je Luther zasigurno namjeravao pokrenuti veliku polemiku. Čini se da Luther ponekad koristi akademsku prirodu Teza kao pokriće da bi napao ukorijenjena uvjerenja, a da istovremeno porekne da je namjeravao napasti crkveno učenje. Budući da pisanje skupina teza za raspravu ne mora nužno obvezivati autora na iznesene stavove, Luther je mogao poreći da najzapaljivije ideje u Tezama uopće pripadaju njemu.

## Distribucija i objavljivanje
Luther je 31. listopada 1517. poslao pismo Albertu od Brandenburga, nadbiskupu Mainza, u čijoj je nadležnosti bila prodaja indulgencija. U pismu se Luther obraća nadbiskupu iz odane želje da ga upozori na pastoralne probleme koji su izazvani propovijedima oprosta. Pretpostavlja da Albert nije svjestan onoga što se propovijeda pod njegovim autoritetom i govori iz zabrinutosti zbog toga što se ljude odvodi od evanđelja i što propovijedanje oproštaja može donijeti sramotu Albertovom imenu. Luther ne osuđuje indulgencije ili trenutnu doktrinu u vezi s njima, pa ni same propovijedi koje su ih propovijedale, jer im nije osobno svjedočio. Umjesto toga, iznosi svoju zabrinutost zbog toga što ljudi ne razumiju indulgencije koje te propovijedi promiču, kao što je vjerovanje da se svaki grijeh može oprostiti indulgencijama ili da se krivnja, kao i kazna za grijeh, mogu oprostiti indulgencijom. U postskriptumu, Luther je napisao da Albert u prilogu pisma može pronaći neke teze o tom pitanju, tako da može uvidjeti nesigurnost oko doktrine oprosta, za razliku od propovjednika koji tako samouvjereno govore o blagodatima oproštaja.
Kada se predlagala rasprava ("disputacija"), bilo je uobičajeno da se teze za raspravu tiskaju u sveučilišnom tisku i javno objavljuju. Nije sačuvan nijedan primjerak wittenberškog izdanja Lutherovih Dvadeset pet teza, no to nije iznenađujuće jer Luther tada nije bio slavan i važnost tog dokumenta nije u tom trenutku bila prepoznata.U Wittenbergu, sveučilišni statuti zahtijevaju da se teze objave na svim crkvenim vratima u gradu, ali Philip Melanchthon, koji je prvi spomenuo objavljivanje Teza, spomenuo je samo vrata Crkve Svih Svetih. Melanchthon je također tvrdio da je Luther Teze objavio 31. listopada, ali se to kosi s nekoliko Lutherovih izjava o tijeku događaja, a Luther je uvijek tvrdio da je svoje prigovore iznosio putem odgovarajućih kanala i da nije poticao javnu polemiku. Moguće je da, dok je Luther kasnije smatrao pismo od 31. listopada Albertu početkom reformacije, Teze nije postavio na crkvena vrata sve do sredine studenoga, a možda ih uopće nije nikada nije ni postavio na vrata. U svakom slučaju, Teze su postale dobro poznate među intelektualnom elitom Wittenberga ubrzo nakon što ih je Luther poslao Albertu.
Teze su kopirane i distribuirane zainteresiranim stranama ubrzo nakon što je Luther poslao pismo nadbiskupu Albertu. Teze su na latinskom tiskane kao pamflet od četiri stranice u Baselu, a kao plakati u Leipzigu i Nürnbergu. Sveukupno je nekoliko stotina primjeraka teza na latinskom tiskano u Njemačkoj tijekom 1517. godine. Kaspar Nützel ih je u Nürnbergu iste godine preveo na njemački jezik te su kopije ovog prijevoda poslane na nekoliko zainteresiranih adresa diljem Njemačke, no to nužno ne znači da su bile tiskane.

## Reakcije
Čini se da je Albert dobio Lutherovo pismo s Tezama krajem studenoga. Zatražio je mišljenje teologa sa Sveučilišta u Mainzu i razgovarao sa svojim savjetnicima. Njegovi su mu savjetnici preporučili da se Lutheru zabrani propovijedati protiv indulgencija, u skladu s papinskom bulom o oprostu. Albert je takvu akciju i zatražio od rimske kurije. U Rimu su Luthera odmah shvatili kao prijetnju. U veljači 1518. godine papa Lav X. zatražio je od poglavara augustinskih pustinjaka, Lutherovog vjerskog reda, da uvjeri Luthera da prestane širiti svoje ideje o oprostima. Pored toga, Sylvester Mazzolini dobio je zaduženje da napiše mišljenje koje će se koristiti u procesu protiv Luthera. Mazzolini je napisao Dijalog protiv drskih teza Martina Luthera koji se tiču papine moći, koji se usredotočio na Lutherovo propitivanje papine vlasti, a ne na njegove prigovore zbog propovijedi o oprostu. Luther je primio poziv u Rim u kolovozu 1518. godine. Odgovorio je Objašnjenjima spora oko vrijednosti oproštaja, u kojima se pokušao osloboditi optužbe da napada papu. Kako je ovdje opširnije iznio svoja stajališta, čini se da je Luther prepoznao da ga implikacije njegovih uvjerenja udaljavaju od službenog učenja više no što je to u početku mislio. Kasnije je rekao da možda ne bi ni započeo polemiku da je znao kamo će ona voditi. Objašnjenja su nazvana prvim Lutherovim reformacijskim djelom.
Johann Tetzel odgovorio je na Teze pozivom da Luther bude spaljen zbog hereze i zadatkom teologu Konradu Wimpini da napiše 106 teza protiv Lutherovog djela. Tetzel je ove teze branio u raspravi pred Sveučilištem u Frankfurtu na Odri u siječnju 1518. godine. Osam stotina primjeraka tiskane rasprave poslano je na prodaju u Wittenberg, no studenti Sveučilišta oduzeli su ih od knjižara i spalili. Luther se sve više plašio da situacija izmiče kontroli i da će se naći u opasnosti. Da bi smirio svoje protivnike, objavio je Propovijed o oprostima i milosti, koja nije osporavala papin autoritet. Ovaj pamflet, napisan na njemačkom jeziku, bio je vrlo kratak i laicima lako razumljiv. To je bilo prvo Lutherovo uspješno djelo i tiskano je dvadeset puta. Tetzel je odgovorio spisom u kojem stavku po stavku pobija Lutherova stajališta, pozivajući se prije svega na Bibliju i važne teologe. Tetzelov pamflet nije stekao ni približno toliku popularnost kao Lutherov. Lutherov odgovor na Tetzelov pamflet, s druge strane, bio je još jedan izdavački uspjeh za Luthera.
Drugi istaknuti protivnik teza bio je Johann Eck, Lutherov prijatelj i teolog sa Sveučilišta u Ingolstadtu. Eck je napisao pobijanje, namijenjeno biskupu Eichstätta, pod naslovom Obelisci. To se odnosilo na obeliske, tj. tipografske znakove kojima su se u srednjem vijeku obilježavali heretički odlomci u tekstovima. To je bio grub i neočekivan osobni napad, budući da je Eck optuživao Luthera i za herezu i za glupost. Luther je privatno odgovorio spisom pod nazivom Zvjezdice, naslovljenim tako prema znakovima koji su se u tiskanju koristili za isticanje važnih tekstova. Lutherov je odgovor bio ljutit i u njemu je autor izrazio mišljenje da Eck nije razumio stvar o kojem je pisao. Spor između Luthera i Ecka postat će javan na raspravi u Leipzigu 1519. godine.
Luthera je papa pozvao da se brani od optužbi za herezu pred Thomasom Cajetanom u Augsburgu u listopadu 1518. Cajetan nije dopustio Lutheru da se s njim raspravlja oko njegovih navodnih hereza, ali je identificirao dvije točke prijepora. Prva je bila protiv 58. teze, koja je glasila da papa nije mogao upotrijebiti riznicu zasluga da pruži oprost od vremenski ograničene kazne grijeha. To je proturječilo papinskoj buli Unigenitus, koju je Klement VI. objavio 1343. godine. Druga je prijeporna točka bila može li čovjek biti uvjeren da mu je grijeh oprošten ako mu je otpust od grijeha dodijelio svećenik. Lutherova Objašnjenja o sedmoj tezi tvrdila su da je odgovor potvrdan, temeljeno na Božjem obećanju, no Cajetan je tvrdio da ponizni kršćanin nikada ne smije pretpostaviti da je siguran u to kako stoji pred Bogom. Luther je odbio odustati i zatražio je da slučaj ispitaju sveučilišni teolozi. Taj je zahtjev odbijen, pa se Luther prije odlaska iz Augsburga obratio papi. Naposljetku, Luther je ekskomuniciran iz Katoličke crkve 1521. godine, nakon što je spalio papinsku bulu u kojoj mu se prijetilo da će biti izopćen ako se ne pokaje.

## Posljedice
Polemika o indulgencijama koju su pokrenule Teze bio je početak reformacije, koja je označila raskol u Rimokatoličkoj crkvi koji je pokrenuo duboke i trajne društvene i političke promjene u Europi. Luther je kasnije izjavio da je pitanje indulgencija bilo beznačajno u odnosu na polemike u koje će kasnije ući, poput njegove rasprave s Erazmom oko ropstva volje, niti je smatrao da je ta polemika bila važna za njegov intelektualni proboj u vezi s evanđeljem. Luther je kasnije napisao da je u vrijeme dok je pisao Teze još uvijek "papist" i čini se da nije smatrao kako Teze predstavljaju raskid s utvrđenom rimokatoličkom doktrinom. No, upravo od polemike o indulgencijama započeo je pokret koji će se zvati reformacija, a ta je polemika uzdignula Luthera na čelnu poziciju u tom pokretu. Teze su također pokazale kako Luther vjeruje da crkva ne propovijeda kako treba i da to laike dovodi u ozbiljnu opasnost. Dalje, Teze su proturječile odredbi pape Klementa VI prema kojoj indulgencije predstavljaju riznicu crkve. Ovo nepoštivanje papinske vlasti nagovijestilo je kasnije sukobe.
Dan 31. listopada 1517. godine, kada je Luther poslao teze Albertu, obilježavao se kao početak reformacije već 1527. godine, kada su Luther i njegovi prijatelji podigli čašu piva u znak sjećanja na "gaženje po indulgencijama". U historiografiji reformacije, Philip Melanchthon u svom spisu Povijest Lutherovog života i djela (Historia de vita et actis Lutheri) označio je objavljivanje Teza kao početak reformacijskog pokreta. Tijekom reformacijskog jubileja 1617. godine, stota obljetnica 31. listopada proslavljena je procesijom do crkve u Wittenbergu, gdje se vjerovalo da je Luther objavio teze. Napravljena je gravura na kojoj je prikazan Luther kako divovskim perom piše teze na vratima crkve. Vrh pera prodire u glavu lava koji simbolizira papu Lava X. Godine 1668. dan 31. listopada proglašen je Danom reformacije, godišnjim praznikom u Saskoj, koji se proširio i na druge luteranske zemlje. Dana 31. listopada 2017. godine u Njemačkoj je državnim praznikom obilježena 500. godišnjica Dana reformacije.

## Vanjske poveznice
- Ninety-five Theses  Arhivirana inačica izvorne stranice od 24. siječnja 2021. (Wayback Machine) Engleski prijevod s komentarom i bilješkama
- Latinski izvornik
- Luther 2017 Službena stranica u povodu 500. obljetnice reformacije.